# Théâtre dramatique de Samara
Le théâtre dramatique Gorki (Самарский академический театр драмы им. М. Горького; officiellement théâtre dramatique académique Gorki de Samara) est le théâtre principal de Samara (Russie). Il est dirigé par M. Viatcheslav Gvozdkov, depuis 1995. Il donne place Tchapaïev dans le centre historique de la ville.

## Historique
L'histoire du théâtre remonte à 1851, lorsque Samara devient chef-lieu de gouvernement. La première troupe professionnelle, dirigée par E. Strelkov, s'y produit alors dans la maison du marchand Lebedev qui brûle en 1854. On fait construire une salle de bois l'année suivante et en 1888 le théâtre actuel en pierre et de style néorusse, d'après les dessins de l'architecte Mikhaïl Tchitchagov (1837-1889).
Le théâtre commence son heure de gloire sous Piotr Medvedev (1837-1906) dans les années 1860-1880. Des troupes « mixtes » s'y produisent (théâtre, opéra, opérette). Ensuite à partir de 1907, les représentations autres que celles du théâtre dramatique se produisent au théâtre Olympe qui abrite aujourd'hui l'orchestre philharmonique de Samara. Ce n'est qu'en 1930 que le théâtre dramatique de Samara possède une troupe fixe qui s'installe dans cet édifice. On retient les noms des acteurs de l'époque, comme Youri Toloubeïev (1906-1979), Vassili Merkouriev (1904-1978) ou Valery Nelski (1906-1990). Elle est dirigée par Nikolaï Simonov (1901-1973). Le théâtre prend le nom de Gorki en 1936.
Piotr Monastyrski (1915) marque le théâtre de son empreinte, car, arrivé en tant que metteur en scène en 1955, il le dirige à partir de 1959, jusqu'en 1995. Le théâtre reçoit le statut de théâtre académique en 1977.
Sa troupe prend part au festival d'Avignon en 1998.

## Répertoire

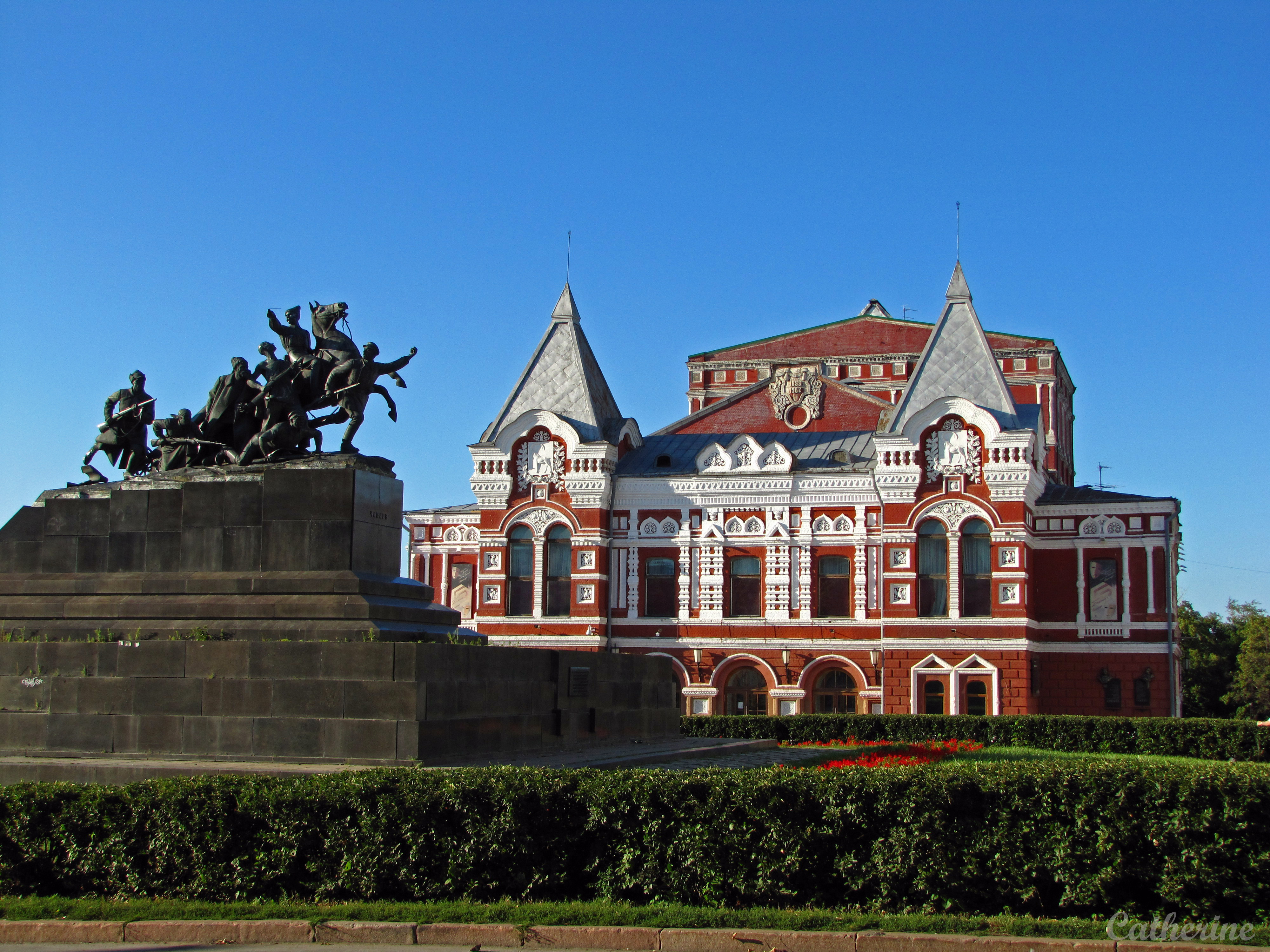
Façade du théâtre avec le monument dédié à Tchapaïev

Parmi les œuvres marquantes du répertoire, on peut retenir ces dernières années: Richard III de Shakespeare; Hamlet de Shakespeare; Le Champ maternel de Tchinguiz Aïtmatov; La Fille sans dot d'Ovstrovski; Le Revizor de Gogol; La Mouette de Tchékhov, Les Frères Karamazov de Dostoïevski; Loups et brebis d'Ostrovski; Harold et Maude de Colin Higgins, etc.
Actuellement, le répertoire comprend entre autres La Cerisaie; Un emploi lucratif; Dom Juan ou le Festin de pierre; une adaptation de Douchetchka; La Forêt; Le Mariage de Figaro; Un piano dans l'herbe; une adaptation de Des souris et des hommes, etc.